# Reinier Beeuwkes
Reinier Bertus Beeuwkes (Den Haag, 17 februari 1884 – aldaar, 1 april 1963) was een Nederlands voetballer.

## Carrière
Beeuwkes was de allereerste keeper van het Nederlands voetbalelftal. Hij speelde zijn eerste interland op 30 april 1905, tegen België in Antwerpen. Deze wedstrijd, die met 4-1 werd gewonnen, was de eerste officiële interland van het Nederlands elftal. Zijn laatste wedstrijd voor Nederland was ruim vijf jaar later, op 16 oktober 1910. In de periode daartussen droeg de Hagenaar in grote mate bij aan de ontwikkeling van het Nederlands elftal tot een van de sterkste nationale teams van die tijd. In totaal kwam Beeuwkes negentienmaal uit voor het Nederlands elftal, waarvan 13 wedstrijden gewonnen werden en 6 verloren. Nadat hij was gestopt als international nam Just Göbel van Vitesse het van hem over als eerste doelman.

### Olympische Spelen
Beeuwkes vertegenwoordigde Nederland op de Olympische Zomerspelen van 1908 in Londen, waar voor het eerst voetbal werd gespeeld. Omdat Hongarije en Bohemen hun teams hadden teruggetrokken kwam het Nederlands elftal tot de halve finale zonder een wedstrijd te hebben gespeeld. Daar verloor het team echter met 4-0 van de latere winnaar Engeland. Met een 2-0-overwinning op Zweden werd alsnog de bronzen medaille in de wacht gesleept.

### Clubs
In clubverband kwam Beeuwkes onder meer uit voor het Haagse HVV Quick, waarna hij in 1903 overstapte naar DFC uit Dordrecht. In 1910 beëindigde hij zijn carrière, en emigreerde naar Nederlands-Indië waar hij hoofdambtenaar werd. Zestien jaar later verhuisde hij naar Frankrijk, en in 1933 keerde hij weer terug naar Nederland. Hij zou uiteindelijk in 1963 in zijn geboortestad Den Haag komen te overlijden.